# ابن حذام الكلبي
ابن حذام الكلبي (وقيل ابن حدام وابن خذام وابن خذام وابن حمام وابن الحمام) شاعر جاهلي، وشخصية تضاربت عليها الأخبار.

## بعض الأخبار المتضاربة
قال عنه ابن خالويه، بأنه أول من نظم الشعر قبل 370 سنة للهجرة.
بينما قال عنه الوزير أبو بكر عاصم بن أيوب في شرحه ديوان امرئ القيس عند ذكر قصيدته المختارة أنه قال: «إن أعراب كلب ينشدون هذه القصيدة لابن حذام (هو امرئ القيس بن حذام) وذكره امرؤ القيس بن حجر في بعض شعره حيث يقول:
»
وقيل إنه أول من بكى على الأطلال في الشعر لا أول من قال الشعر.